# Nouvi Zákon

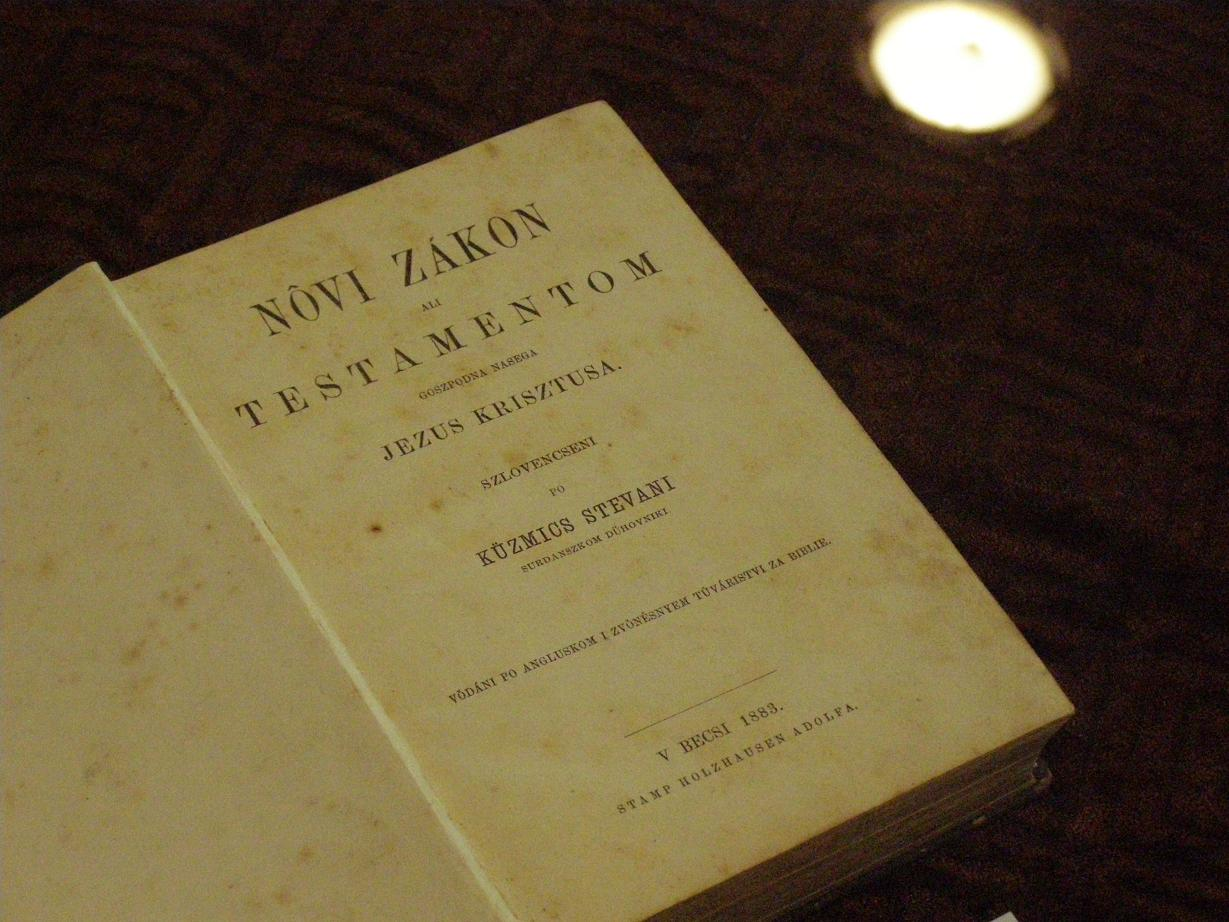
Das Nôvi Zákon, 4. Ausgabe, Wien.

Das Nouvi Zákon ist die Erstübersetzung des Neuen Testamentes ins Prekmurische. Der Text wurde von István Küzmics, einem slowenischen evangelischen Pastor im Komitat Somogy, aus dem Griechischen übersetzt und 1771 in Halle an der Saale in Sachsen-Anhalt veröffentlicht. Das Nouvi Zákon wurde insgesamt viermal herausgegeben, zuletzt 1928.
Küzmics benutzte hauptsächlich kajkavische Literaturquellen, er kannte aber auch die Bibelübersetzung von Jurij Dalmatin und die Schriften von Primož Trubar. Obwohl in der Zeit von István Küzmics die Zahl der in Ungarn lebende Slowenen zahlenmäßig gering war, ist es ihm gelungen, aus zwei zusammengeführten prekmurischen Dialekten die Struktur des Nouvi Zákons zu schaffen. Er schuf Neologismen und hat Sprachwendungen aus externen Quellen übernommen: aus dem Kajkavischen, aus dem Mittelslowenischen, dem Deutschen, Ungarischen, Lateinischen und wohl auch aus dem Slowakischen und Tschechischen. 
Zugleich entwickelte Küzmics die These, dass die Slawen in den Komitaten Vas und Zala Slowenen seien, aber eine eigene Sprache, die „Alte Slowenische Sprache“ oder „Vandalische Sprache“ (sztári szlovenszki jezik, vandalszki jezik) sprächen, ähnlich wie die Slowenen in Ungarn, die ihre eigene Sprache und nicht die „Sprache von Trubar“ verwenden.
Miklós Küzmics, ein katholischer Priester und wichtiger prekmurischer Schriftsteller, benutzte 1780 das Nouvi Zákon für eine weitere, katholisch legitimierte Übersetzung des Neuen Testamentes, die Szvéti evangyeliomi.
Nouvi Zákon reiht sich ein in Martin Luthers oder Gáspár Károlis und Jurij Dalmatins Übersetzungen.

## Die Ausgaben
- Nouvi Zákon ali Testamentim Goszpodna Nasega Jezusa Krisztusa zdaj oprvics zGrcskoga na sztári szlovenszki jezik obrnyeni po Stevan Küzmicsi Surdánszkom f. Halle 1771.
- Nouvi Zákon ali Testamentom Goszpodna Nasega Jezusa Krisztusa zdaj oprvics zGrcskoga na sztrái szlovenszki jezik obrnyeni po Stevan Kuzmicsi surdánszkom f. Pressburg 1817.
- Nôvi Zákon ali Testamentom Goszpodna Nasega Jezusa Krisztusa zdaj oprvics zGrcskoga na sztári szlovenszki jezik obrnyeni po Küzmics Stevani surdanszkom farari. (Güns 1848 (Bearbeitung: Sándor Terplán).)
- Nôvi Zákon ali Testamentom Goszpodna Nasega Jezus Krisztusa szlovencseni po Küzmics Stevani surdanszkom dühovniki. Vödáni po Angluskom i zvönésnyem tüváristvi za Biblie. Wien 1883.
- Nôvi Zákon ali Testamentom Goszpodna Nasega Jezus Krisztusa szlovencseni po Küzmics Stevani surdanszkom dühovniki. Vödáni po angluskom i zvönésnyem tüváristvi za Biblie. Izdajanje Britanskog i inostranog biblijsko društva. Belgrad 1928.